# Tobajas
Tobajas war ein spanischer Hersteller von Automobilen.

## Unternehmensgeschichte
Das Unternehmen Garaje Andaluz José Tobajas unter Leitung von José Tobajas Roche begann 1903 in Sevilla mit der Produktion von Automobilen. 1906 endete die Produktion. Bis in die 1920er Jahre hinein war das Unternehmen als Importeur für Itala, Lorraine-Dietrich und Motobloc tätig.

## Fahrzeuge
Ein Modell leistete zwischen 12 und 14 PS, ein anderes angeblich 50 PS. Außerdem entstand ein Bus.